# Poshtkuh-e Shamil
Poshtkuh-e Schamil (persisch پشتکوه شمیل) ist ein iranisches Gebiet im Dehestan Schamil, Bachsch Schamil, Schahrestan Bander Abbas, Provinz Hormozgan. Es ist ein separater Teil des Distrikts Schamil und liegt nördlich des Nian-Gebirges und des ländlichen Distrikts Schamil, westlich des ländlichen Distrikts Rudkhaneh, südlich des ländlichen Distrikts Siyahu und östlich von Khurgu, Qalam und des ländlichen Distrikts Sarkhun.

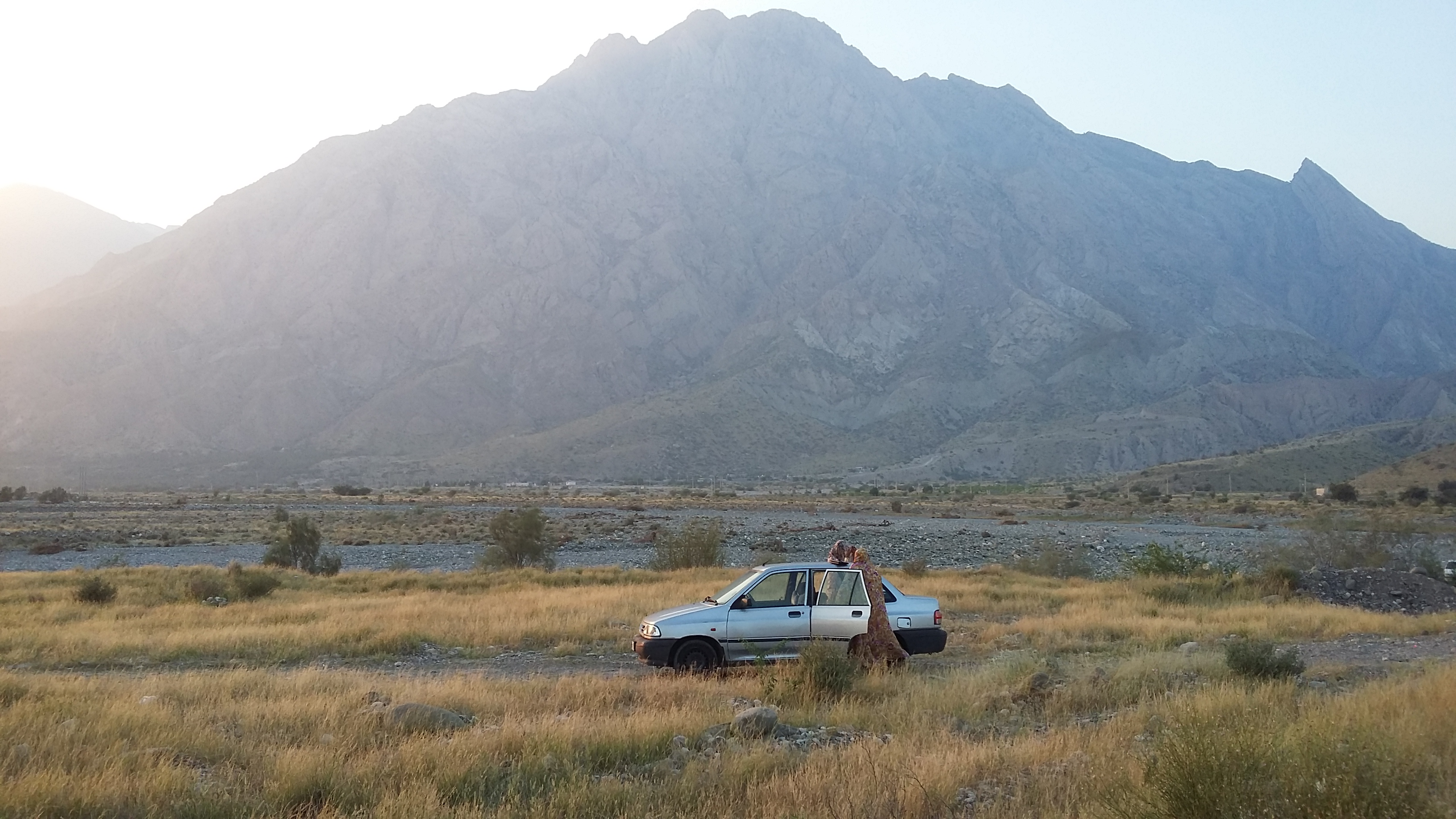

Poshtkuh-e Schamil umfasst folgende Dörfer:
- Gajg-e Poshtkuh[1][2]
- Gardaneh-ye Poshtkuh[1][2][3]
- Konar Siah[1][4]
- Kuh Dazan[1][2][5]
- Kuh Lahru[1][6]
- Qalam[1][2]
- Sikhuran, Hormozgan[1][7]
- Solūbalm[1][2]
- Tonb Bariku[8]
- Zanhi[1][2][9]